# Yearling Cup Arqana Trot
Yearling Cup Arqana Trot är ett travlopp för 3-åriga varmblod som körs på Vincennesbanan i Paris varje år i augusti. Det är ett Grupp 3-lopp, det vill säga ett lopp av tredje högsta internationella klass. Loppet körs över 2 700 meter med voltstart.

## Vinnare
| År   | Häst               | Tid    | Efter           | Kusk               | Tränare                 | Tvåa             | Trea               |
| ---- | ------------------ | ------ | --------------- | ------------------ | ----------------------- | ---------------- | ------------------ |
| 2024 | Largo de Castelle  | 1'13"7 | Golden Bridge   | Sébastien Ernault  | Ilona Klappe            | Luciano Menuet   | Lord de Loiron     |
| 2023 | Kapitano de Source | 1'14"2 | Ready Cash      | Éric Raffin        | Tomas Malmqvist         | Kristal Josselyn | Kid Bellay         |
| 2022 | Jack Tonic         | 1'14"7 | Charly du Noyer | Théo Duvaldestin   | Thierry Duvaldestin     | Jazzy Perrine    | Joker des Molles   |
| 2021 | I Still Loving You | 1'14"2 | Prince Gede     | Alexandre Abrivard | Laurent-Claude Abrivard | Instinct d'Am    | Invictus d'Ecajeul |
| 2020 | Heaven's Pride     | 1'14"5 | Brillantissime  | David Thomain      | Philippe Allaire        | Hades de Vandel  | Heroe Winner       |